# Az Ukrán Katasztrófavédelmi Szolgálat helikopterének katasztrófája Brovariban

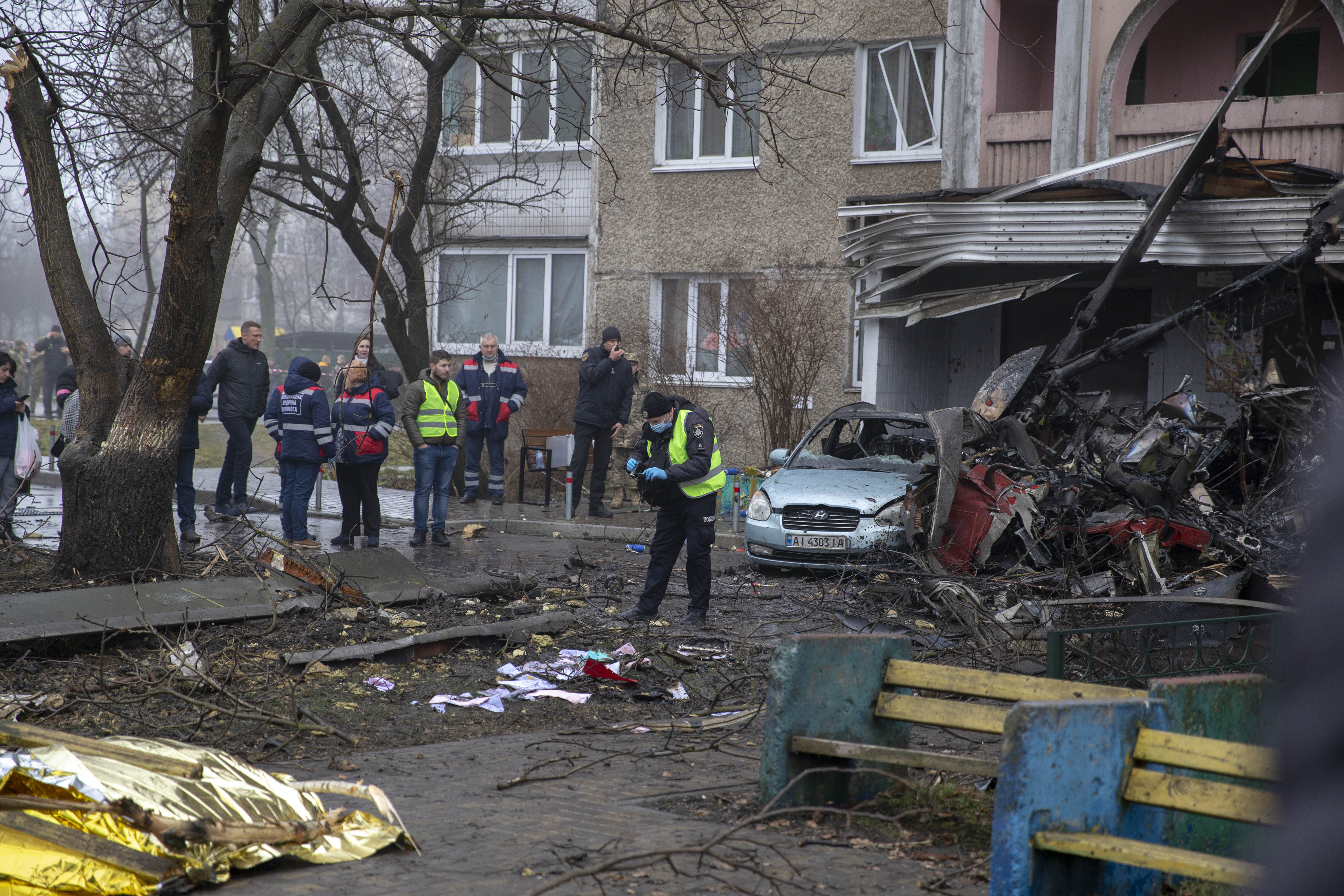
A lezuhant helikopter hajtóművei és rotorja a becsapódástól távolabb, egy lakóépület mellett

Az Ukrán Állami Katasztrófavédelmi Szolgálat (DSZNSZ) 54-es oldalszámú EC225 Super Puma típusú helikoptere 2023. január 18-án helyi idő szerint 8:20-kor a Kijevi területen fekvő Brovariban lezuhant. A helikopteren tartózkodó háromfős személyzet és a hét utas közül senki sem élte túl a balesetet. A helikopteren utazó áldozatok között van Denisz Monasztirszkij, Ukrajna belügyminisztere, Jevhenyij Jenyin első belügyminiszter-helyettes, valamint Jurij Lubkovics államtitkár.
A helikopter egy lakónegyedben, egy iskolai előkészítő intézmény mellett zuhant le. A balesetnek összesen 14 áldozata és 25 sérültje van, a civil áldozatok és sérültek az oktatási intézményben tartózkodó gyerekek és felnőttek kerültek ki. A baleset következtében az iskolai előkészítő épülete kigyulladt és kiégett, valamint megsérült egy szomszédos lakóház és három autó.
A katasztrófát követően Volodimir Zelenszkij elnök az Ukrán Biztonsági Szolgálatot (SZBU) bízta meg a baleset kivizsgálásával. A vizsgálat során pilótahiba (a repülési szabályok megsértése), műszaki hiba, valamint a helikopter megrongálása (szabotázs) lehetőségéből indulnak ki.
Brovari községben háromnapos gyászt hirdettek a katasztrófa után.
A földön sérülést szenvedett 25 főt a brovari városi kórházba szállították. Később 8 főt Kijevbe kellett átszállítani égési sérültekkel foglalkozó speciális intézménybe. Közülük hat főt külföldre szállítottak gyógykezelésre.

## A balesetben érintett repülőeszköz
A katasztrófát szenvedett helikopter egy EC225 Super Puma, amely ismert Airbus H225 típusjelzéssel is. Az 54-es oldalszámú helikoptert az Ukrán Belügyminisztérium alárendeltségébe tartozó Ukrán Állami Katasztrófavédelmi Szolgálat üzemeltette. A balesetet szenvedett gép egyike volt azon 21 darab Super Puma helikopternek, amelyeket 2018–2021 között Franciaország szállított Ukrajnának az állami repülőgéppark korszerűsítési programja keretében. (A teljes, a Super Pumán kívül további eszközöket is tartalmazó, 55 helikopter beszerzésének költsége 555 millió euró volt. Az Ukrajnának szállított Super Pumákat a katasztrófavédelmi szolgálaton kívül a határőrségnél, a rendőrségnél és az Ukrán Nemzeti Gárdánál állították szolgálatba.) A beszerzett helikopterek közel fele használt volt, egyes részegységei az üzemidő felénél tartott. A gépeket az átadás előtt felújították. A balesetet szenvedett helikopter pontos adatai és üzemideje egyelőre nem ismertek.